# غيمجي
غيمجي هي مستوطنة، ومدينة في كوريا الجنوبية، تتبع مقاطعة جولا الشمالية، بلغ عدد سكانها 84,269 نسمة في 2015، تبلغ مساحتها 545.19 كيلومتر مربع.

## مدن توأم
المدن التوأم:
- نانتونغ.

## أعلام
- تشونغ نام سيك
- كازانوفا وونغ